# علاج بالمياه المعدنية
العلاج بالمياه المعدنية أو المعالجة بالاستحمام أو المعالجة بالحمام (باللاتينية: balneum)‏ هو حالة الإفادة المفترضة لعلاج مرض عن طريق الاستحمام، وهو تقنية تستخدم في الطب التقليدي تُمارس في الحمامات المعدنية (سبا). والعلاج بالاستحمام يتميز عن العلاج بالماء، إلا أن الممارسات في الحالتين تتشابه، كما تتشابه المبادئ الأساسية. ويشمل هذا العلاج بالاستحمام في المياه المعدنية الساخنة أو الباردة والتدليك في المياه المتحركة واللجوء إلى تقنيات الاسترخاء والتحفيز في الماء. معظم المياه المعدنية المستخدمة في المنتجعات غنية بالمعادن مثل ثنائي أكسيد السيليكون والكبريت والسيلينيوم والراديوم. يستخدم الطين الطبي أيضاً على نطاقٍ واسع، وهذه الممارسة تعرف باسم «العلاج الفطري».

## التعريف والخصائص

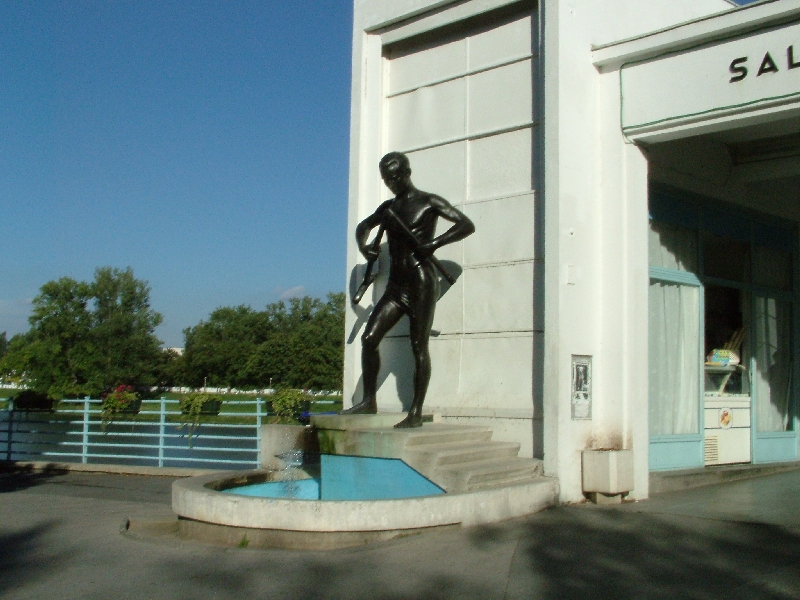
The statue of "A man breaking a walking crutch" in the spa town بييشتاني (سلوفاكيا) - an eloquent symbol of balneotherapy.

"Balneotherapy" is the practice of immersing a subject in مياه معدنية or mineral-laden mud; it is part of the طب تقليدي of many cultures and originated in حمة، cold water springs, or other sources of such water, like the البحر الميت.

## التأثير المفترض على الأمراض

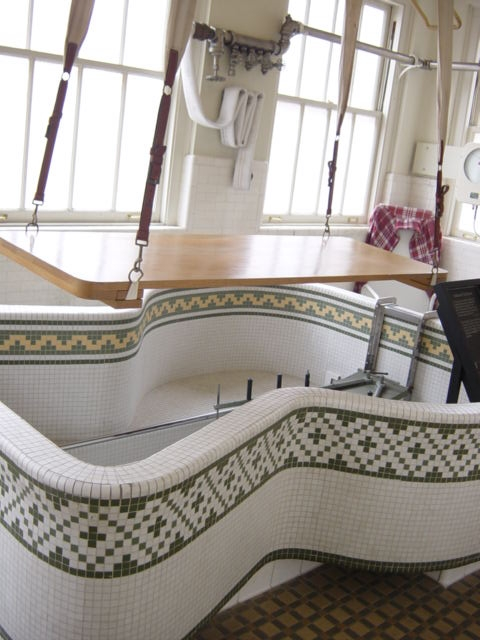
حمام علاجي في منتجع في الينابيع الساخنة (أركنساس)، الولايات المتحدة

يوصى بالعلاج بالاستحمام بالاستحمام لمجموعة كبيرة من الأمراض، بما فيها التهاب المفاصل، وأمراض الجلد وألم عضلي ليفي. لكن ينبغي مناقشة اللجوء إلى العلاج بالاستحمام مسبقاً مع طبيب قبل البدء بالعلاج، لأن طريقة العلاج هذه قد تكون ذات أثر ضائر خطير على بعض الحالات مثل أمراض القلب الوعائية والحمل.
لا تبيّن الدراسات العلمية حول فعالية العلاج بالمياه المعدنية أن هذا العلاج فعال لمرض التهاب المفاصل الروماتويدي. كما لا يوجد دليل على أنها طريقة أكثر فعالية من الاستحمام، أو أن الاستحمام أكثر فعالية من ممارسة الرياضة أو من العلاج بالاسترخاء أو استخدام أكياس الطين. معظم الدراسات التي أجريت على العلاج بالمياه المعدنية ذات عيوب منهجية وليست موثوقة. خلصت مراجعة أجريت عام 2009 على جميع الأدلة السريرية المنشورة إلى أن الأبحاث الحالية ليست قوية بما فيه الكفاية لاستخلاص استنتاجات مؤكدة حول فعالية العلاج بالمياه المعدنية.

## للمطالعة الإضافية
- Nathaniel Altman, Healing springs: the ultimate guide to taking the waters : from hidden springs to the world's greatest spas. Inner Traditions / Bear & Company, 2000. (ردمك 0-89281-836-0)
- Dian Dincin Buchman, The complete book of water healing. 2nd ed., ماكجرو هيل التعليم، 2001. (ردمك 0-658-01378-5)
- Jane Crebbin-Bailey, John W. Harcup, John Harrington, The Spa Book: The Official Guide to Spa Therapy. Publisher: Cengage Learning EMEA, 2005. (ردمك 1-86152-917-1)
- Esti Dvorjetski, Leisure, pleasure, and healing: spa culture and medicine in ancient eastern Mediterranean., دار بريل للنشر، 2007 (illustrated). (ردمك 90-04-15681-X)
- Carola Koenig, Specialized Hydro-, Balneo-and Medicinal Bath Therapy. Publisher: iUniverse, 2005. (ردمك 0-595-36508-6)
- Anne Williams, Spa bodywork: a guide for massage therapists. Lippincott Williams & Wilkins, 2006. (ردمك 0-7817-5578-6)